# وسیم احمد
وسیم احمد (انگلیسی: Waseem Ahmed؛ زادهٔ ۱۰ آوریل ۱۹۷۷) بازیکن هاکی روی چمن اهل پاکستان بود.